# ParaNorman
ParaNorman este un film de animație produs de studiourile de animație Laika și distribuit de Focus Features. Actori ca Kodi Smit-McPhee, Jodelle Ferland, Bernard Hill, Tucker Albrizzi, Anna Kendrick, Casey Affleck, Christopher Mintz-Plasse, Leslie Mann, Jeff Garlin, Elaine Stritch, Tempestt Bledsoe, Alex Borstein, and John Goodman și-au împrumutat vocile personajelor.